# Les Banlieusards
Ne doit pas être confondu avec Banlieusards.
Pour plus de détails, voir Fiche technique et Distribution.
Les Banlieusards (The 'Burbs) est un film américain réalisé par Joe Dante, sorti en 1989.

## Synopsis
Un banlieusard de Des Moines en Iowa, Ray Peterson (Tom Hanks), devient peu à peu persuadé que ses nouveaux voisins étrangers, les Klopek, sont de dangereux individus. À la suite de la disparition de leur voisin Walter Seznick, Ray s'allie à Art Weingartner (Ducommun) et Mark Rumsfield (Dern), deux de ses voisins, et concocte un plan d'infiltration de la propriété des Klopek lors de leur départ en voiture un après-midi.

## Fiche technique
Sauf indication contraire, les informations mentionnées dans cette section peuvent être confirmées par la base de données cinématographiques IMDb,  présente dans la section « Liens externes ».
- Titre francophone : Les Banlieusards
- Titre original : The 'Burbs
- Réalisation : Joe Dante
- Scénario : Dana Olsen
- Musique : Jerry Goldsmith
- Photographie : Robert M. Stevens
- Montage : Marshall Harvey
- Décors : James H. Spencer
- Costumes : Rosanna Norton
- Production : Larry Brezner, Michael Finnell, Ron Howard et Dana Olsen
- Société de production : Imagine Entertainment
- Effets spéciaux : Industrial Light & Magic
- Distribution : Universal Pictures (États-Unis)
- Pays de production : États-Unis
- Format : Couleurs - 1,85:1 - 35 mm - son Dolby
- Genre : Comédie noire et thriller
- Durée : 101 minutes
- Date de sortie : 
  - États-Unis : 17 février 1989
  - France : inédit en salles ; sorti directement en VHS en 1990

## Distribution
- Tom Hanks (VF : Georges Caudron) : Ray Peterson
- Bruce Dern (VF : Jean-Pierre Leroux) : Mark Rumsfield
- Carrie Fisher (VF : Marie-Martine Bisson) : Carol Peterson
- Rick Ducommun (VF : Hervé Bellon) : Art Weingartner
- Corey Feldman (VF : Mathias Kozlowski) : Ricky Butler
- Wendy Schaal (VF : Régine Teyssot) : Bonnie Rumsfield
- Henry Gibson (VF : Raymond Baillet) : le docteur Werner Klopek
- Brother Theodore (VF : Jean Violette) : l'oncle Reuben Klopek
- Courtney Gains : Hans Klopek
- Gale Gordon : Walter Seznick
- Dick Miller : Vic, l'éboueur
- Robert Picardo : Joe, l'éboueur
- Cory Danziger (VF : Emmanuel Garijo) : Dave Peterson
- Franklyn Ajaye (VF : Joël Martineau) : un détective
- Nicky Katt (VF : Serge Faliu) : Steve Küntz
- Rance Howard (VF : Jacques Lalande) : un détective
- Dana Olsen : le policier

## Les résidents du Mayfield Place
- 667 : Walter Seznik (et le chien Queenie)
- 668 : les Barkelows (non présents dans le film, mais le script y fait référence)
- 669 : Werner, Reuben et Hans Klopek
- 670 : Mark et Bonnie Rumsfield
- 671 : Ray, Carol, et Dave Peterson (et le chien Vince)
- 672 : Ricky Butler
- 673 : Art et Suzette Weingartner

## Production

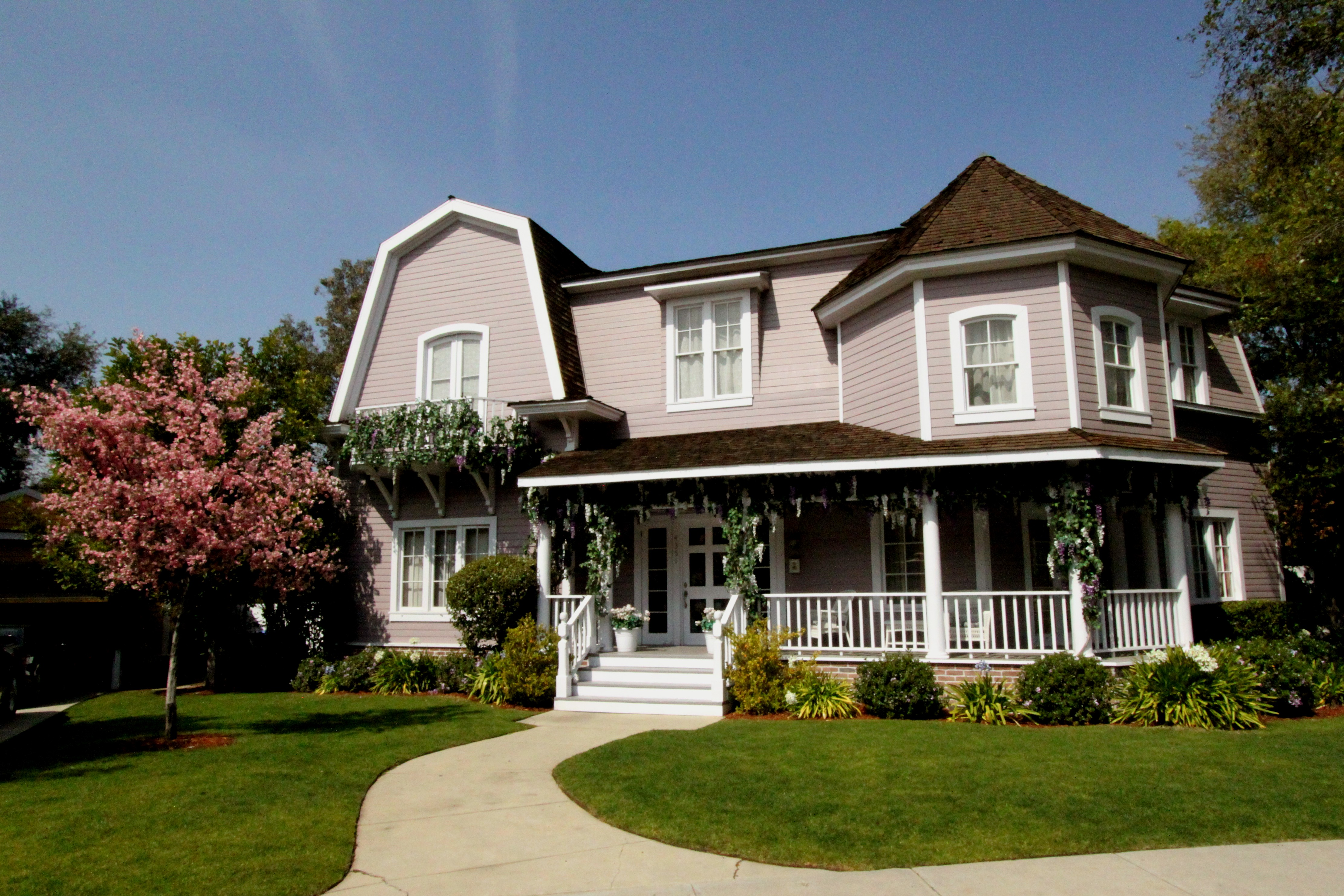
L'une des maisons de Colonial Street utilisée dans le film

### Genèse et développement
Dana Olsen écrit le scénario en s'inspirant de son enfance et de sa propre famille.

### Attribution des rôles
Tom Hanks a longtemps hésité avant d'accepter ce rôle de Ray Peterson, car il incarne alors un père de famille pour la première fois à l'écran — l'acteur est cependant père depuis 1977 —.
Les Banlieusards est le dernier film cinéma des acteurs Gale Gordon et Brother Theodore.

### Tournage
Le tournage s'est déroulé du 19 mai au 3 juillet 1988 à Los Angeles et dans les studios d'Universal à Universal City, en Californie. Les scènes de rue sont tournées dans le décor Colonial Street du backlot des studios Universal, ensuite utilisé dans des films ou des séries comme Desperate Housewives après avoir été modifié.
Le tournage tombe en plein durant une grève des scénaristes en 1988. Le scénariste Dana Olsen ne peut ainsi pas officiellement retravailler le script sur le plateau, bien qu'il apparaisse dans un petit rôle dans le film. Pour cette raison, Joe Dante encourage ses acteurs à improviser pour améliorer les dialogues.

## Bande originale
1. Main Title - 2:23
2. Welcome to Mayfield Place - 2.20
3. New Neighbours - 2:06
4. Klopek House - 2:02
5. Storytelling - 3:20
6. Neighbourhood Watch - 2:01
7. A Nightmare in the 'Burbs - 2:30
8. Brownies? - 0:47
9. The Assault - 2:36
10. Ray Peterson, Neighbour from Hell - 1:43
11. Runaway Ambulance - 2:24
12. Vacation's End - 2:12
13. End Titles - 4:10

Durée totale : 30:34

### Édition deluxe
Disponible chez Varèse Sarabande
1. Night Work (Main Title) - 2:38
2. The Window / Home Delivery - 2:22
3. The Raven - 0:51
4. Nocturnal Feeders - 0:27
5. Good Neighbors - 2:06
6. Let’s Go - 2:04
7. Bad Karma - 0:38
8. The Sentinel - 3:22
9. My Neighborhood - 2:04
10. The Garage - 4:24
11. Spare Key - 1:19
12. The Note - 1:00
13. Devil Worship - 1:12
14. The Dream - 2:34
15. The Note #2 - 1:28
16. This is Walter - 2:00
17. Snooping Around - 0:50
18. I’m O.K. - 1:02
19. Ask Him - 1:24
20. What’s in the Cellar? - 1:00
21. The Wig - 2:23
22. Hot Wires - 2:39
23. Red Rover, Red Rover - 1:11
24. No Beer - 3:07
25. Home Furnace - 1:44
26. No Lights - 0:48
27. Walter’s Home - 1:58
28. Something is Moving - 1:46
29. There’s a Body - 1:04
30. My Skull / The Gurney - 2:24
31. The Trunk - 1:41
32. Pack Your Bags - 2:15
33. Square One (End Credits) - 4:14

### Chansons
- Machine, interprété par Circus of Power
- Bloodstone, interprété par Jetboy
- Questa o quella, interprété par Enrico Caruso
- Locked in a Cage, interprété par Jetboy
- Make Some Noise, interprété par Jetboy
- The Showdown, interprété par Ennio Morricone
- My Fault, interprété par Ennio Morricone

## Accueil
Le film reçoit des critiques globalement négatives. Sur l'agrégateur américain Rotten Tomatoes, il récolte 53% d'opinions favorables pour 38 critiques et une note moyenne de 5,98⁄10. Sur Metacritic, il obtient une note moyenne de 45⁄100 pour 20 critiques.
Le débute à la première du box-office pour son premier week-end d'exploitation (17–20 février 1989) aux, États-Unis avec 11 101 197 $ récoltés. Les Banlieusards finit son exploitation avec 36 601 993 $ aux États-Unis et 49 101 993 $ dans le monde.

## Distinctions
- Nomination au Young Artist Award en 1990 du meilleur jeune acteur dans un film pour Cory Danziger.